# Distrito electoral federal 4 de Guanajuato
El IV Distrito Electoral Federal de Guanajuato es uno de los 300 distritos electorales en los que se encuentra dividido el territorio de México para la elección de diputados federales y uno de los 15 en los que se divide el estado de Guanajuato. Su cabecera es la ciudad de Guanajuato, capital del estado.
Desde la distritación de 2017, el distrito se formó con el territorio de los municipios de Guanajuato, Ocampo, San Diego de la Unión y San Felipe.

## Distritaciones anteriores

### Distritación 1996 - 2005
Entre 1996 y 2005 el territorio del Cuarto Distrito estaba formado por el municipio de Guanajuato y el municipio de Silao.

### Distritación 2005 - 2017
Para la distritación de 2005, el IV Distrito se formó con los municipios de Guanajuato y Dolores Hidalgo, así como por la mitad este y noreste del municipio de Irapuato.

## Diputados por el distrito
| Diputado                           | Grupo parlamentario | Legislatura         | Periodo     |
| ---------------------------------- | ------------------- | ------------------- | ----------- |
| E. Serrano                         |                     | III                 | 1863 - 1865 |
| Francisco de Paula Cendejas        |                     | IV                  | 1867 - 1868 |
| José María Lozano                  |                     | V                   | 1869 - 1871 |
| Vacante                            | Vacante             | VI                  | 1871 - 1873 |
| José G. Lobato                     |                     | VII                 | 1873 - 1875 |
| Vacante                            | Vacante             | VIII IX             | 1875 - 1880 |
| Indalecio Ojeda                    |                     | X                   | 1880 - 1882 |
| José María Lozano                  |                     | XI XII XIII         | 1882 - 1888 |
| Carlos de Olaguíbel y Arista       |                     | XIV                 | 1888 - 1890 |
| Rafael Pérez Gallardo              |                     | XV XVI              | 1890 - 1894 |
| Manuel Anaya                       |                     | XVII                | 1894 - 1896 |
| Francisco Montaño Ramiro           |                     | XVIII               | 1896 - 1898 |
| Jesús Morales                      |                     | XIX XX XXI          | 1898 - 1904 |
| Enrique Montero                    |                     | XXII                | 1904 - 1906 |
| Vacante                            | Vacante             | XXIII               | 1906 - 1908 |
| Enrique Montero                    |                     | XXIV XXV            | 1908 - 1912 |
| Manuel F. Villaseñor               |                     | XXVI                | 1912 - 1913 |
| Dr. Anastasio López Escobedo       |                     | Constituyente XXVII | 1916 - 1918 |
| Francisco Madrid                   | PD                  | XXVIII              | 1918 - 1920 |
| Juan B. Vázquez                    |                     | XXIX                | 1920 - 1922 |
| Ramón Velarde                      |                     | XXX                 | 1922 - 1924 |
| Juan B. Bravo                      |                     | XXXI XXXII          | 1924 - 1928 |
| Edmundo Domenzáin                  | PRG                 | XXXIII              | 1928 - 1930 |
| Basilio Ortega                     |                     | XXXIV               | 1930 - 1932 |
| Federico Montes                    |                     | XXXV                | 1932 - 1934 |
| Enrique Romero Courtade            |                     | XXXVI               | 1934 - 1937 |
| Jesús Guzmán Vaca                  |                     | XXXVII              | 1937 - 1940 |
| Ricardo Acosta V.                  |                     | XXXVIII             | 1940 - 1943 |
| Fernando Díaz Durán                |                     | XXXIX               | 1943 - 1946 |
| Ernesto Gallardo S.                |                     | XL                  | 1946 - 1949 |
| Francisco García Carranza          |                     | XLI                 | 1949 - 1952 |
| Ezequiel Gómez Hernández           |                     | XLII                | 1952 - 1955 |
| Manuel Padilla Villa               |                     | XLIII               | 1955 - 1958 |
| Aurelio García Sierra              |                     | XLIV                | 1958 - 1961 |
| Manuel B. Márquez Escobedo         |                     | XLV                 | 1961 - 1964 |
| Juan J. Varela Álvarez             |                     | XLVI                | 1964 - 1967 |
| Fernando Díaz Durán                |                     | XLVII               | 1967 - 1970 |
| Roberto Sánchez Dávalos            |                     | XLVIII              | 1970 - 1973 |
| Tomás Sánchez Hernández            |                     | XLIX                | 1973 - 1976 |
| Miguel Montes García               |                     | L                   | 1976 - 1979 |
| Martín Aureliano Montaño Arteaga   |                     | LI                  | 1979 - 1982 |
| Luis Vaquera García                |                     | LII                 | 1982 - 1985 |
| Jesús Gutiérrez Segoviano          |                     | LIII                | 1985 - 1988 |
| Antonio del Río Abaunza            |                     | LIV                 | 1988 - 1991 |
| Francisco Javier Alvarado Arreguín |                     | LV                  | 1991 - 1994 |
| Humberto Meza Galván               |                     | LVI                 | 1994 - 1997 |
| Francisco Arroyo Vieyra            |                     | LVII                | 1997 - 2000 |
| Clemente Padilla Silva             | [ a ]               | LVIII               | 2000 - 2003 |
| Francisco Arroyo Vieyra            |                     | LIX                 | 2003 - 2006 |
| Margarita Arenas Guzmán            |                     | LX                  | 2006 - 2009 |
| Ruth Esperanza Lugo Martínez       |                     | LXI                 | 2009 - 2012 |
| María Esther Garza Moreno          |                     | LXII                | 2012 - 2015 |
| Erika Lorena Arroyo Bello          |                     | LXIII               | 2015 - 2018 |
| Juan Carlos Romero Hicks           |                     | LXIV LXV            | 2018 -      |

## Resultados electorales

### 2021
|  | 44.07 % |

|  | 9.67 % |

|  | 1.49 % |

|  | 13.71 % |

|  | 2.47 % |

|  | 3.17 % |

|  | 14.35 % |

|  | 1.11 % |

|  | 4.39 % |

|  | 1.98 % |

|  | 0.07 % |

|  | 3.47 % |

|  | 100.00 % |

### 2018
|  | 47.77 % |

|  | 16.12 % |

|  | 9.73 % |

|  | 4.35 % |

|  | 17.34 % |

|  | 0.05 % |

|  | 4.61 % |

|  | 100.00 % |

### 2012
|  | 38.15 % |

|  | 41.98 % |

|  | 10.51 % |

|  | 3.94 % |

### 2009
|  | 42.21 % |

|  | 28.18 % |

|  | 4.81 % |

|  | 6.17 % |

|  | 10.01 % |

|  | 2.34 % |

|  | 0.94 % |

|  | 0.12 % |

|  | 5.22 % |

|  | 100.00 % |